# Acholius
Acholius est un historien latin. 
Il a occupé le poste de Magister Admissionum pendant le règne de Valérien (253-260). L'un de ses ouvrages s'intitule Acta, qui comprend une biographie d'Aurélien, est composé d'au moins neuf livres. On lui doit aussi une biographie de Sévère Alexandre.